# El sepulcro de los reyes
El sepulcro de los reyes (Il sepolcro dei re) es una película italiana de 1960.

## Sinopsis
El faraón Nemorat ordena asesinar a los reyes de Siria y se casa con Shila, la hija de estos. Pero Shila, que en realidad está enamorada de Resi, un joven médico de la corte del faraón, desprecia a su marido. Kefren, tío de Nemorat, envenena a su sobrino en un intento de usurpar el poder. Al borde de la muerte, Nemorat, convencido de que Shila es la autora del envenenamiento, ordena que la entierren viva a su lado. Resi, para evitarlo, convence a la joven para que tome una poción que provoca una muerte aparente, para después del entierro entrar en el sepulcro. Con la ayuda del arquitecto de la tumba, consigue llegar hasta los féretros y liberar a Shila. Nada más escapar los jóvenes, el arquitecto activa un ingenio que provoca el derrumbe de los grandes bloques de mármol, lo que lleva a la muerte tanto a él como a todos los presentes.

## Ficha
- Dirección: Fernando Cerchio.
- Guion: Damiano Damiani y Fernando Cerchio.
- Fotografía: Anchise Brizzi.
- Música: Giovanni Fusco.
- Duración aprox.: 87 min.
- Reparto:
  - Debra Paget: Shila
  - Ettore Manni: Resi
  - Corrado Pani: Nemorat
  - Erno Crisa: Kefren
  - Andrema Rossi
  - Ivano Staccioli
  - Fernando Tamberlani
  - Angelo Dossi
  - Robert Alda
  - Yvette Lebon